# Campiglossa crockeri
Campiglossa crockeri är en tvåvingeart som först beskrevs av Charles Howard Curran 1934.  Campiglossa crockeri ingår i släktet Campiglossa och familjen borrflugor. Inga underarter finns listade.